# Ryszard Andrzej Ostrowski
Ryszard Andrzej Ostrowski (ur. 3 sierpnia 1958 w Rybniku) – polski prawnik i polityk, radca prawny, poseł na Sejm III kadencji, w latach 1998–2002 przewodniczący Sejmiku Województwa Śląskiego.

## Życiorys
Ukończył w 1984 studia na Wydziale Prawa i Administracji Uniwersytetu Jagiellońskiego. W latach 90. był sekretarzem miasta Żory, następnie przewodniczącym rady miejskiej. Odbył też aplikację radcowską, prowadzi własną działalność jako radca prawny. W 2013 został dziekanem Okręgowej Izby Radców Prawnych w Katowicach; w 2016 ponownie wybrano go na tę funkcję na kadencję 2016–2020. W 2016 kandydował na stanowisko prezesa Krajowej Rady Radców Prawnych. Został w tym samym roku wiceprezesem tego gremium.
Sprawował mandat posła III kadencji wybranego w okręgu gliwickim z listy Unii Wolności. Był radnym sejmiku śląskiego I kadencji, od 1998 do 2002 pełnił funkcję jego przewodniczącego.
Kandydował bez powodzenia w wyborach do Sejmu (2001, 2005, 2007), sejmiku (2002, 2006, 2024) i Parlamentu Europejskiego (2004). Należał do Unii Demokratycznej i Unii Wolności (kierował śląskimi strukturami tej partii). W 2005 przystąpił do Partii Demokratycznej.